# Russian Doll
Russian Doll (bra/prt: Boneca Russa) é uma série de televisão americana de comédia dramática, criada por Natasha Lyonne, Amy Poehler e Leslye Headland, que estreou em 1 de fevereiro de 2019, na Netflix. A série segue Nadia Vulvokov (Lyonne), uma desenvolvedora de jogos que repetidamente morre e revive a mesma noite em um loop temporal contínuo e tenta resolvê-lo, levando a encontrar Alan Zaveri na mesma situação (interpretado por Charlie Barnett). Também é estrelado por Greta Lee, Yul Vazquez e Elizabeth Ashley.
Sua primeira temporada recebeu quatro indicações ao Primetime Emmy Award, incluindo Melhor Série de Comédia e Melhor Atriz numa Série de Comédia para Lyonne. Em junho de 2019, a série foi renovada para uma segunda temporada.

## Premissa
Russian Doll segue uma mulher chamada Nadia em sua jornada como convidada de honra em uma festa aparentemente inevitável, em uma noite na cidade de Nova York. Ela morre várias vezes, sempre reiniciando no mesmo momento da festa, enquanto ela tenta descobrir o que está acontecendo. Ela conhece um homem que está vivenciando exatamente a mesma coisa em um evento diferente.

## Elenco e personagens

### Principal
- Natasha Lyonne como Nadia Vulvokov, uma engenheira de software que se vê revivendo sua festa de 36 anos em um loop de tempo em que morre repetidamente e o processo começa novamente.
  - Brooke Timber como Nadia (criança).
- Greta Lee como Maxine, amiga de Nadia, que dá sua festa de 36 anos.
- Yul Vazquez como John Reyes, um corretor de imóveis e ex-namorado de Nadia que atualmente está se divorciando de sua esposa.
- Charlie Barnett como Alan Zaveri, um homem que também está preso em um loop temporal como Nadia.
- Elizabeth Ashley como Ruth Brenner, uma terapeuta e amiga íntima da família de Nadia e sua mãe.
  - Kate Jennings Grant como Ruth (jovem).

### Recorrente
- Dascha Polanco como Beatrice, a namorada de Alan a quem ele vai propor em casamento.
- Jeremy Lowell Bobb como Mike Kershaw, um professor universitário de literatura com quem Beatrice está tendo um caso.
- Brendan Sexton III como "Horse" (Cavalo), um sem-teto que Nadia ajuda.
- Rebecca Henderson como Lizzy, uma artista e amiga de Nadia e Maxine.
- Ritesh Rajan como Ferran, um amigo de Alan que trabalha na delicatessen.
- Ken Beck como um paramédico.
- Max Knoblauch como um paramédico.
- Yoni Lotan como Ryan, um paramédico
- Burt Young as Joe, um inquilino do prédio de Alan.

### Convidado
- Waris Ahluwalia como Wardog, o traficante de drogas de Maxine.
- David Cale como Dr. Daniel, um homem que inventa as drogas que Wardog vende.
- Devin Ratray como um cliente de delicatessen que Nadia interrompe enquanto ele compra um bilhete de loteria.
- Stephen Adly Guirgis como Peter, um cliente de Ruth que está passando por problemas conjugais.
- Tami Sagher como Shifra, secretária do rabino na Sinagoga Tifereth Israel.
- Jonathan Hadary como o rabino da Sinagoga Tifereth Israel que Nádia procura para fazer perguntas sobre o prédio onde sua festa foi realizada.
- Lillias White como Dr. Zaveri, mãe de Alan.
- Charisma Glasper como Jordanna, namorada de Lizzy.
- JD Samson como um entregador de correios.
- Michelle Buteau como uma mulher que borrifa pimenta em Alan quando ela pensa que ele a está perseguindo.
- Jocelyn Bioh como Claire.
- Mirirai Sithole como Audrey, vizinha de Alan.
- Chloë Sevigny como Lenora Vulvokov, a mãe de Nadia, com quem teve uma infância difícil.

## Episódios

### 1.ª Temporada (2019)
| N.º na série | N.º na temp. | Título Original Título no Brasil                             | Dirigido por    | Escrito por                                                                               | Lançamento             |
| --- | ------------ | ------------------------------------------------------------ | --------------- | ----------------------------------------------------------------------------------------- | ---------------------- |
| 1 | 1            | "Nothing in This World Is Easy" "Nada no Mundo é Fácil" (BR) | Leslye Headland | História por: Natasha Lyonne & Leslye Headland & Amy Poehler Roteiro por: Leslye Headland | 1 de fevereiro de 2019 |
| Nadia morre tragicamente na noite de seu aniversário de 36 anos. Mas, inexplicavelmente, ela se vê de volta à vida e à festa que seus amigos organizaram para ela.      |              |                                                              |                 |                                                                                           |                        |
| 2 | 2            | "The Great Escape" "A Grande Fuga" (BR)                      | Leslye Headland | Natasha Lyonne & Amy Poehler                                                              | 1 de fevereiro de 2019 |
| Confusa e de ressaca, Nadia tenta entender o que aconteceu na noite anterior e vai atrás de Wardog, o traficante dos baseados israelense.                               |              |                                                              |                 |                                                                                           |                        |
| 3 | 3            | "A Warm Body" "Um Corpo Quente" (BR)                         | Leslye Headland | Allison Silverman                                                                         | 1 de fevereiro de 2019 |
| A busca de Nadia por pistas a leva a uma Yeshivá - mas ela precisa de ajuda de John. Procurando por seu gato, ela faz amizade com um morador de rua.                    |              |                                                              |                 |                                                                                           |                        |
| 4 | 4            | "Alan's Routine" "A Rotina de Alan" (BR)                     | Jamie Babbit    | Cirocco Dunlap & Leslye Headland                                                          | 1 de fevereiro de 2019 |
| Meticuloso como sempre, Alan se prepara para um encontro com a namorada. Enquanto isso, Nadia faz uma descoberta chocante.                                              |              |                                                              |                 |                                                                                           |                        |
| 5 | 5            | "Superiority Complex" "Complexo de Superioridade" (BR)       | Jamie Babbit    | Jocelyn Bioh                                                                              | 1 de fevereiro de 2019 |
| Confuso com as mudanças em sua rotina, Alan aparece na festa de aniversário de Nadia. Nadia tenta fazer as pazes com John. Alan confronta Mike.                         |              |                                                              |                 |                                                                                           |                        |
| 6 | 6            | "Reflection" "Reflexo" (BR)                                  | Jamie Babbit    | Flora Birnbaum                                                                            | 1 de fevereiro de 2019 |
| Nadia e Alan tentam descobrir como suas vidas estão conectadas. Como Alan não se lembra de sua primeira noite, Nadia resolve segui-lo e observar sua noite.             |              |                                                              |                 |                                                                                           |                        |
| 7 | 7            | "The Way Out" "A Saída" (BR)                                 | Leslye Headland | História por: Allison Silverman Roteiro por: Allison Silverman & Leslye Headland          | 1 de fevereiro de 2019 |
| À medida que Nadia começa a entender o presente, seu passado volta para assombrá-la. Alan teme que o tempo deles esteja se esgotando.                                   |              |                                                              |                 |                                                                                           |                        |
| 8 | 8            | "Ariadne"                                                    | Natasha Lyonne  | Natasha Lyonne                                                                            | 1 de fevereiro de 2019 |
| Os caminhos de Nadia e Alan finalmente se cruzam na mercearia, porém não exatamente como esperavam. Mas desistir não é uma opção, e eles encaram tudo juntos até o fim. |              |                                                              |                 |                                                                                           |                        |

## Produção

### Desenvolvimento
Em 20 de setembro de 2017, foi anunciado que a Netflix havia dado à produção uma ordem de série para uma primeira temporada consistindo de oito episódios. A série foi criada por Natasha Lyonne, Amy Poehler e Leslye Headland, que também atuam como produtoras executivas. Headland escreveu o primeiro episódio, e ela e Lyonne também atuam como roteiristas da série. As empresas de produção envolvidas com a série incluem a Universal Television, a Paper Kite Productions, a Jax Media e a 3 Arts Entertainment.  Em 14 de dezembro de 2018, foi anunciado que a série seria estreada em 1 de fevereiro de 2019.  

### Seleção de elenco
Juntamente com o anúncio inicial do pedido da série, foi confirmado que Lyonne iria estrelar a série. Junto com o anúncio da estreia, foi confirmado que Greta Lee, Yul Vazquez, Elizabeth Ashley e Charlie Barnett se juntaram ao elenco principal e que Chloë Sevigny, Dascha Polanco, Brendan Sexton III, Rebecca Henderson, Jeremy Bobb, Ritesh Rajan e Jocelyn Bioh fariam aparições especiais. Em março de 2021, Annie Murphy foi escalada para a segunda temporada em um papel e capacidade não revelados, enquanto Carolyn Michelle Smith se juntou ao elenco em um papel recorrente. Em abril de 2021, Sharlto Copley e Ephraim Sykes se juntaram ao elenco em papéis e capacidades não reveladas para a segunda temporada.

### Filmagens
As filmagens da primeira temporada começaram em 22 de fevereiro de 2018, em Nova York.
Em 11 de junho de 2019, a Netflix renovou a série para uma segunda temporada. Em março de 2020, as filmagens da segunda temporada foram adiadas devido à pandemia de COVID-19. A produção começou um ano depois, em março de 2021.

## Música
A canção "Gotta Get Up" do cantor e compositor americano Harry Nilsson, foi usada como a canção de "reset" cada vez que a personagem Nadia morre e é ressuscitada. Lyonne explicou ao The New York Times que, ao escolher a música, ficou impressionada com a "qualidade exuberante do juízo final" da vida de Nilsson. Outros competidores para a música resetada incluem "Not Tonight" de Lil 'Kim, "Crazy Feeling" de Lou Reed e "No Fun" de The Stooges. Embora a Netflix finalmente tenha obtido os direitos de uso da música de Nilsson, o custo de usá-la tantas vezes consumiu uma parte significativa do orçamento musical. Seu espólio também limitou quantas vezes a música poderia ser usada. Segundo a supervisora musical Brienne Rose, a produção conseguiu "encontrar um equilíbrio entre o número máximo de utilizações e o que o orçamento permitiria". A canção "reset" utilizada para o personagem Alan foi o "Piano Concerto No. 4 In G Major" de Beethoven.

## Lançamento
Em 9 de janeiro de 2019, a Netflix lançou o primeiro trailer da série. Em 23 de janeiro de 2019, a série teve sua estreia oficial no teatro Metrograph em Nova Iorque, Nova York. Os presentes incluíram a escritora da série Jocelyn Bioh, Taylor Schilling, Natasha Lyonne, Fred Armisen, Amy Poehler, Chloë Sevigny, Greta Lee, Dascha Polanco, Rosie O'Donnell, Danielle Brooks, Laura Prepon e David Harbour.

## Recepção

### Resposta da crítica
A série recebeu ampla aclamação da crítica. No site de agregador de resenhas Rotten Tomatoes, a série possui um índice de aprovação de 97% com uma classificação média de 8,55 em 10, com base em 97 resenhas. O consenso crítico do site diz: "Russian Doll pode estar presa em um loop temporal, mas esta série infinitamente inventiva nunca se repete enquanto oscila em uma gangorra de tons inconstantes – de fatalmente engraçada a tristemente triste – que é equilibrada com alegria estimulante da surpreendente Natasha Lyonne." O Metacritic, que usa uma média ponderada, atribuiu à série uma pontuação de 88 em 100, com base em 26 críticos, indicando "aclamação universal".
Alicia Lutes, do IGN, deu a primeira temporada um 10/10. Elogiando a série, ela acrescenta que é "uma viagem inventiva e imprevisível que facilmente se tornará um dos melhores programas do ano". Em uma crítica positiva, Alan Sepinwall, da Rolling Stone, premiou a série 41⁄2 estrelas de 5 e elogiou dizendo, "Essa mistura de tons, e a mania controlada do desempenho brilhante de Lyonne, faz Russian Doll parecer algo totalmente novo, mesmo que lida com suas muitas influências." James Poniewozik, do The New York Times, aprovou de forma semelhante, dizendo: "Russian Doll é esguia e rápida; conseguiu até mesmo a rara façanha, na era do inchaço do streaming de TV, de me fazer desejar um pouco mais." Haleigh Foutch, do Collider, ficou igualmente entusiasmado, dando à série uma classificação de 5 em 5 estrelas e aplaudindo-a, dizendo: "É pura magia de assistir à compulsão; um programa que não é apenas habilmente projetado para atrair os espectadores ao próximo episódio, mas também investe na integridade da história e personagem." Judy Berman, da Time, descreveu a série como "cerebral mas propulsivo" e elogiou suas muitas camadas, chamando-o de "o melhor programa novo de 2019 até hoje".